# Ernest Mason Satow

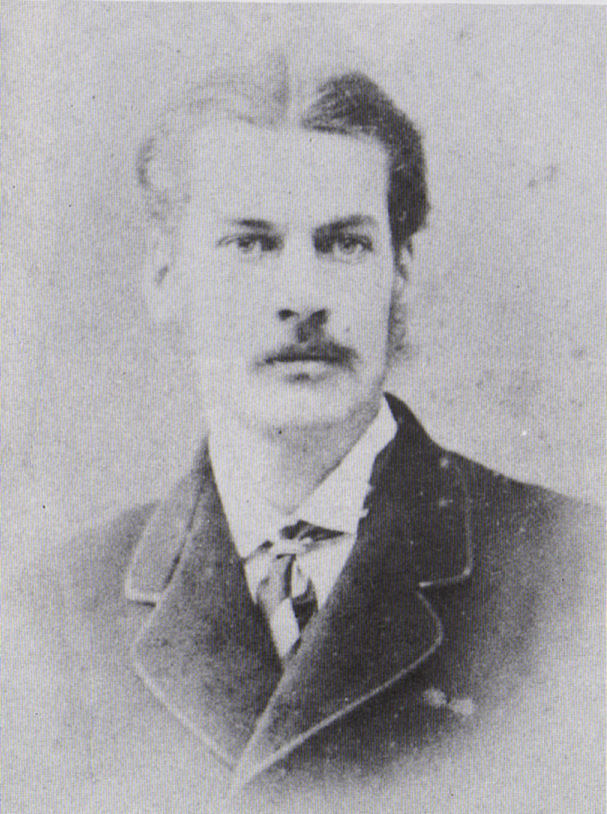
Ernest Mason Satow de jove fotografiat a París el desembre de 1869.

Sir Ernest Mason Satow GCMG PC; 30 de juny de 1843 – 26 d'agost de 1929), va ser un erudit britànic, diplomàtic i japonòleg.
Satow era fill de pare d'origen alemany (Hans David Christoph Satow) i mare anglesa (Margaret, née Mason). Va ser educat a la Mill Hill School i l'University College de Londres.
Satow va ser un excepcional lingüista, un energètic viatjador, escriptor de llibres de viatges, recopilador de diccionari, muntanyista, entusiasta botànic i un important col·leccionista de llibres i manuscrits japonesos en tota mena de temes abans no ho fessin els mateixos japonesos. Era un amant de la música clàssica i de l'obra de Dante en el qual el seu cunyat, Henry Fanshawe Tozer, era una autoritat. Satow va portar un diari durant gairebé tota la seva vida adulta, el que equival a 47 volums, la majoria escrits a mà.
Com una celebritat, encara que no de gran importància, va ser el tema d'un còmic a la revista britànica Vanity Fair, 23 abril de 1903.